# دویدن با تفنگ
در حال دویدن با تفنگ (به انگلیسی: Running with Rifles) یک بازی ویدیویی در سبک تیراندازی تاکتیکی جهان باز با دید از بالا به پایین است که توسط اوسیما گیمز منتشر و توسعه شده‌است. توسط پسی کاینیمی در تامپره، فنلاند و جک مایول در اشتوتگارت، آلمان، با نام تیم اوسیما گیمز کنونی (Modulaatio Games) فعال است.
این بازی مبتنی بر وکسل است، با استفاده از ساختار نقشه با استفاده از لایه بندی بافت "نقشه splat" و مدل‌سازی با فایل‌های مش معمولی کم پلی یا ساده انجام می‌شود. به همین دلیل، بازی روی سخت‌افزار قدیمی بسیار خوب اجرا می‌شود و باعث می‌شود بازیکنان بیشتری در دسترس باشند.

## گیم پلی بازی
دویدن با تفنگ یک تیرانداز سطح بالا است که در آن بازیکن در طی یک درگیری بزرگ در چندین منطقه مختلف برای گرینبلت‌ها، گریکلارها یا براون شلوارها نقش یک پیاده‌نظام را بر عهده می‌گیرد.
از ویژگی‌های اصلی این بازی مبارزات تک نفره گسترده آن با تنظیمات قابل تنظیم برای دشمن و هوش مصنوعی دوستانه است. در حالی که در بازی هستید، هوش مصنوعی دوستانه و واحدها بدون توجه به عملکرد بازیکنان، ضد حمله و از قلمرو دفاع می‌کنند. اگرچه یک فرمانده دستورهای حمله را برای جناح بازیکن تعیین می‌کند، اما مکانیک دنیای باز به بازیکن این امکان را می‌دهد که هر زمان بخواهد دور بزند و هر نقطه از نقشه را بگیرد و بی‌توجهی به دستورهای فرمانده جریمه ای نخواهد داشت. در مشکلات دشوارتر، بازیکن برای مقابله با نیروهای دشمن باید به‌طور همزمان جناح، ارتباط، حمله و دفاع داشته باشد. این بازی به بازیکن این قابلیت را می‌دهد که وسایل نقلیه قدرتمند، توانایی فرماندهی به جوخه‌های کوچک از سربازان و فراخواندن رگبارهای توپخانه ای قدرتمند دسترسی داشته باشد. در بازی غارت دشمنان برای تهیه تجهیزات، و خرابکاری در سازه‌ها و بناهای مهم دشمنان نیز در پیروزی در جنگ نقش خواهد داشت.

## توسعه
اوسیما گیمز به عنوان یک استودیوی توسعه مستقل دو نفره که توسط پاسی کاینیمی اداره می‌شود آغاز به کار کرد. او از اوایل سال ۲۰۱۰ شروع به توسعه بازی دویدن با تفنگ کرد. بازی در ۱۸ ژوئیه ۲۰۱۱ پیش آلفا را ترک کرد. این بازی قبل از ادامه بتا در ۱۴ سپتامبر ۲۰۱۱، در حالی که بیشتر عمر خود را سپری کرد، در هنگام آلفا به روزرسانی‌های جزئی دریافت کرد.
در سال ۲۰۱۱ او بازی را برای پیش خرید در دسترس قرار داد. در اوایل سال ۲۰۱۲ جک مایول به تیم پیوست و آنها تصمیم گرفتند بازی را فراتر از آنچه در ابتدا برنامه‌ریزی شده بود پیش ببرند. اولین درگاه لینوکس به صورت عمومی در دسترس قرار گرفت و بازی روی Steam Greenlight (به فارسی: استیم چراغ سبز) قرار گرفت، جایی که بعداً پذیرفته شد و روی فروشگاه Steam قرار گرفت. دو نقشه جدید King of The Hill اضافه شد و یک حالت تهاجمی تک نفره در سال ۲۰۱۳ اضافه شدو بهبود یافت. در سال ۲۰۱۴ این بازی بر روی پلتفرم دسترسی زودرس استیم منتشر شد و اولین درگاه Mac او اس در دسترس قرار گرفت.
در سال ۲۰۱۵، در تاریخ ۲ آوریل، بازی بر روی استیم قرار گرفت و به‌طور رسمی از بتا خارج و منتشر شد. و برای اولین بار در درگاه مک او اس در دسترس قرار گرفت.

## بازخورد
این بازی دارای امتیاز ۷۸/۱۰۰ در سایت متاکریتیک است که بر اساس نظر چهار نفر از منتقدین است. کری همیلتون، نویسنده کوتاکو، گفت که این بازی هم شبیه Battlefield و هم Hotline Miami است.
این بازی به عنوان یک بازی ساده برای پرش و انجام بازی توصیف شد. اجرای تک نفرهی بازی همان ساختاری را دارد که نسخه چندنفره دارد، بنابراین بازیکنانی که بازی انفرادی را ترجیح می‌دهند نگران از دست دادن ویژگی‌های اصلی بازی نخواهند بود.